# Mannen med sälgpiporna (1942)
Mannen med sälgpiporna är en amerikansk film från 1942 i regi av Irving Pichel. Manus skrevs av Nunnally Johnson efter Nevil Shutes roman Mannen med sälgpiporna som utkom samma år. Filmens huvudroll görs av Monty Woolley. Filmen nominerades senare till Oscars i kategorierna bästa film, bästa manliga huvudroll och bästa svartvita foto.

## Handling
Britten Howard befinner sig på semester i Frankrike 1940. Samtidigt inleder Tyskland sin invasion av landet. När Howard bestämmer sig för att återvända hem får han, först motvilligt, ta hand om allt fler barn som föräldrar och närstående vill få ut ur landet.

## Rollista, urval
- Monty Woolley - Howard
- Roddy McDowall - Ronnie
- Anne Baxter - Nicole
- Otto Preminger - major Driessen
- J. Carrol Naish - Aristide
- Lester Matthews - Mr. Cavanaugh
- Jill Esmond - Mrs. Cavanaugh
- Peggy Ann Garner - Shiela
- William Edmunds - fransman
- Marcel Dalio - Focquet
- Marcelle Corday - Madame Bonne
- Odette Myrtil - Madame Rougeron
- Rudolph Anders - löjtnant